# Michael Fullan

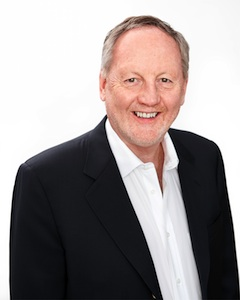
Michael Fullan (2016)

Michael Gerald Fullan (* 1940 in Toronto) ist ein kanadischer Erziehungswissenschaftler und emeritierter Hochschullehrer. Er gilt als der Vater der erfolgreichen Bildungsreformen in der kanadischen Provinz Ontario.

## Leben
Fullan studierte Soziologie und promovierte 1969 an der University of Toronto. Dann arbeitete er als Lehrer und in pädagogischen Projekten. An der University of Toronto lehrte er von 1988 bis 2003 am Ontario Institute for Studies in Education und wurde der Berater des Premiers von Ontario Dalton McGuinty für die Bildungsreform. Er war der Dekan der Erziehungswissenschaftlichen Fakultät bis 2003 und verantwortlich für zwei große Reformprozesse an der Universität, darunter den Aufbau von großen schools of education. Auch beriet er zur Schulreform ab 1998 den britischen Premier Tony Blair und 2013 den kalifornischen Governor Jerry Brown.
Fullan hat Ehrendoktorate der University of Edinburgh und der Nipissing University. 2011 erhielt er den Order of Canada. 2015 bekam er den Grawemeyer Award. Er gehört zu den wenigen ausländischen Mitgliedern der National Academy of Education in den USA.
Fullan betont die Bedeutung der Schulleitungen und eines kooperativen, teamorientierten Führungsstils in Schulen. Er ist ein Vertreter der Ideen des Deeper Learning, besonders der 4C.

## Schriften
- Die Schule als lernendes Unternehmen : Konzepte für eine neue Kultur in der Pädagogik, Klett-Cotta, Stuttgart 1999, ISBN 978-3-608-91935-6
- The New Meaning of Educational Change, 5. Aufl. 2015 (zuerst 1982), ISBN 978-0-8077-5680-5
- Change Leader: Learning to Do What Matters Most, 2011, ISBN 978-0-470-58213-8
- mit Joanne Quinn, Joanne J. McEachen: Deep Learning: Engage the World Change the World, 2017, ISBN 978-1-5063-6858-0
- Leading in a Culture of Change, 2020, ISBN 978-1-119-59584-7